# Heroes (TV-serie)
Heroes är en amerikansk TV-serie skapad av Tim Kring, som hade premiär på NBC den 25 september 2006. Serien handlar om ett antal människor som tror att de är helt normala men som successivt upptäcker att de har förmågor långt över det mänskligt möjliga. Heroes är till både innehåll och stil influerad av amerikanska tecknade superhjälteserier. Amerikanska filminstitutet utnämnde Heroes till en av de bästa TV-serierna 2006. I Norden visades serien under våren 2007 av Canal+ och svenska TV4 började sända den hösten 2007. Säsong 3 började sändas i Sverige den 28 januari 2009 på Canal+. Efter säsong 4 (2010) informerade NBC att det inte skulle bli någon fortsättning. Nyheten om att berättelsen skulle få en fortsättning tillkännagavs av NBC februari 2014. Serien kommer att få en avslutning i ett nytt format under namnet Heroes Reborn som kommer att sändas hösten 2015. Trailer till fortsättningen publicerades av NBC januari 2015.

## Om serien och avsnitten

### Säsong 1
Den första säsongen innehöll totalt 23 avsnitt, vilka visades på måndagar klockan 21.00 i USA. Första avsnittet visades 23 september 2006. Säsong 1 omfattade en volym med namnet Genesis. Det var två avbrott i serien, den första skedde mellan 4 december 2006 och 22 januari 2007. Det andra var mellan 5 mars och 23 april 2007. Säsongsavslutningen ägde rum 21 maj 2007. Volymen startar med att utåt sett vanliga människor upptäcker övermänskliga förmågor hos sig själva, såsom att kunna flyga, måla framtiden och läsa andras tankar. Samtidigt försöker några vanliga personer i deras omgivning undersöka ursprunget och omfattningen av dessa förmågor. Mohinder Suresh, en indisk genetikforskare, tar upp sin fars forskning kring detta. Mr. Bennet representerar samtidigt en hemlig organisation känd enbart som "Företaget" ("The Company" på engelska). Medan personerna försöker hantera dessa krafter blir de sammankopplade med varandra av antingen Företaget eller en framtida explosion som kommer att förstöra New York.

### Säsong 2
Den andra säsongen innehöll 11 av 24 planerade avsnitt och sändes måndagar kl 21.00 i USA med start 24 september 2007. Det gjordes bara 11 avsnitt på grund av att manusförfattarnas fackförbund Writers' Guild of America gick ut i strejk i november 2007. Säsong 2 bestod av den andra volymen med namnet "Generations". Säsongsavslutningen skedde den 3 december 2007. Volym två börjar fyra månader efter händelserna på "Kirby Plaza". Huvudhandlingen handlar om "Företaget" och deras forskning med Shanti-viruset. Detta leder till att mycket kommer fram kring "Företagets" grundare. Hjältarna förs samman denna gång i hopp om att kunna förhindra att viruset släpps lös och dödar nästan hela jordens befolkning.
Säsong 2 skulle egentligen innehållit tre volymer, men på grund av strejken ändrades det till bara en. Volym 3 skulle från början ha hetat "Exodus" och Volym 4 skulle ha hetat "Villains" ("Skurkar"). Men det ändrades till att Volym 3 fick bli "Villains" och flyttades till Säsong 3. "Exodus" skulle handlat om konsekvenserna efter viruset blivit utsläppt. Men de filmade om många scener till avsnittet "Powerless" och tog på så sätt bort många lösa trådar i historien. Dock finns det några som de aldrig löste, såsom att Peter Petrellis irländska flickvän Caitlin försvann in i framtiden.

### Säsong 3
Den tredje säsongen är uppdelad i två volymer. De första tretton avsnitten ingår i volym 3 "Villains" och de tolv sista avsnitten ingår i volym 4 "Fugitives".
Säsong 3 hade premiär den 22 september 2008 med två avsnitt samma kväll. Säsong 3 börjar där säsong 2 slutar, när Nathan Petrelli blir skjuten.

### Säsong 4
Började sändas i USA den 21 september 2009, volym 5 heter "Redemption".
En ny "grupp" (till exempel primatech, pinehearst, building 26), "Bröderna Sullivans tivoli" har som mål att samla in folk med krafter, det man inte vet är att ledaren för tivolit själv får starkare krafter av att vara tillsammans med andra människor med krafter. Claire börjar på universitet men tvivlar på att hålla sina krafter dolda.
Peter börjar jobba som ambulanssjukvårdare igen och lyckas med hjälp av Mohinders krafter rädda många.
Nathan är osäker på sin identitet eftersom han egentligen inte är Nathan, Nathans minnen är intryckta i Sylars huvud, Så att han ska tro att han är Nathan. Matt som hjälpte Angela att genomföra detta, har istället fått Sylars medvetande i sig, vilket gör att Matt ser Sylar vart han än går. Efter ett tag lyckas Sylar komma på hur han blir den som styr Matts kropp och Matt är den som måste irritera Sylar så att han ska ge upp och lämna hans samvete. Heroes avslutades i och med avsnittet "Brave New World". Vikande tittarsiffror sägs vara anledningen, varför serien lades ner.

## Skådespelare och rollfigurer

### Huvudroller
- Claire Bennet (Hayden Panettiere)
- Noah Bennet (Jack Coleman)
- Maya Herrera (Dania Ramirez)
- Ando Masahashi (James Kyson Lee)
- Hiro Nakamura (Masi Oka)
- Matt Parkman (Greg Grunberg)
- Angela Petrelli (Cristine Rose)
- Nathan Petrelli (Adrian Pasdar)
- Peter Petrelli (Milo Ventimiglia)
- Tracy Strauss (Ali Larter)
- Mohinder Suresh (Sendhil Ramamurthy)
- Sylar (Zachary Quinto)

### Tidigare huvudroller
- Elle Bishop (Kristen Bell)
- Monica Dawson (Dana Davis)
- Simone Deveaux (Tawny Cypress)
- D.L. Hawkins (Leonard Roberts)
- Isaac Mendez (Santiago Cabrera)
- Adam Monroe (David Anders)
- Micah Sanders (Noah Gray-Cabey)
- Niki Sanders (Ali Larter)

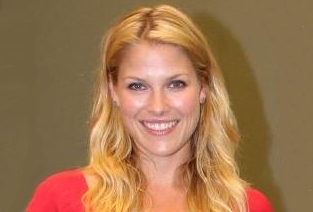
Ali Larter
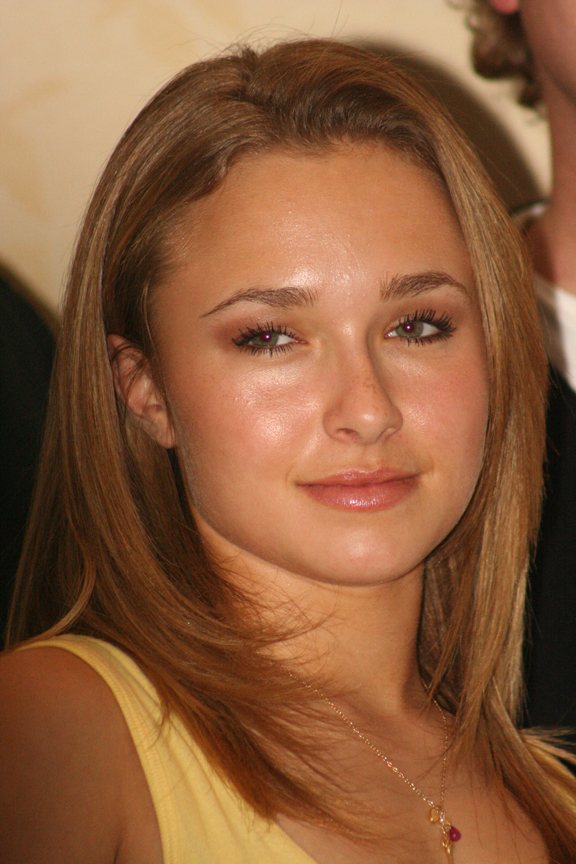
Hayden Panettiere
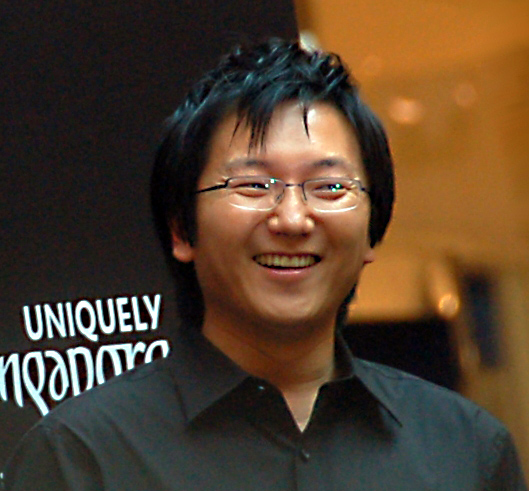
Masi Oka
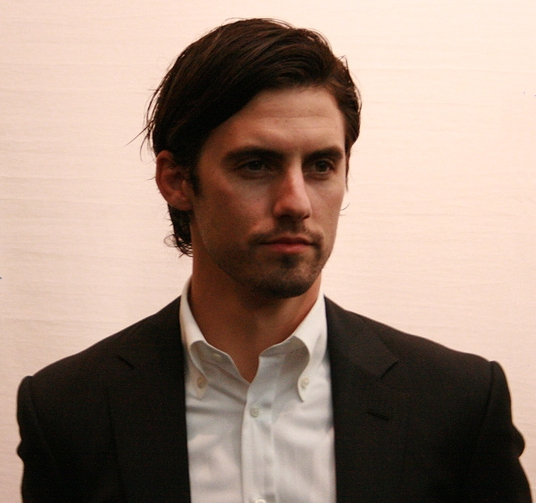
Milo Ventimiglia
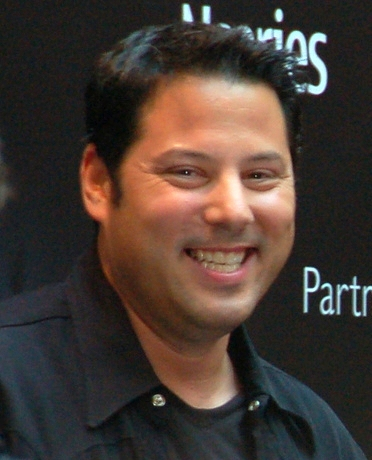
Greg Grunberg
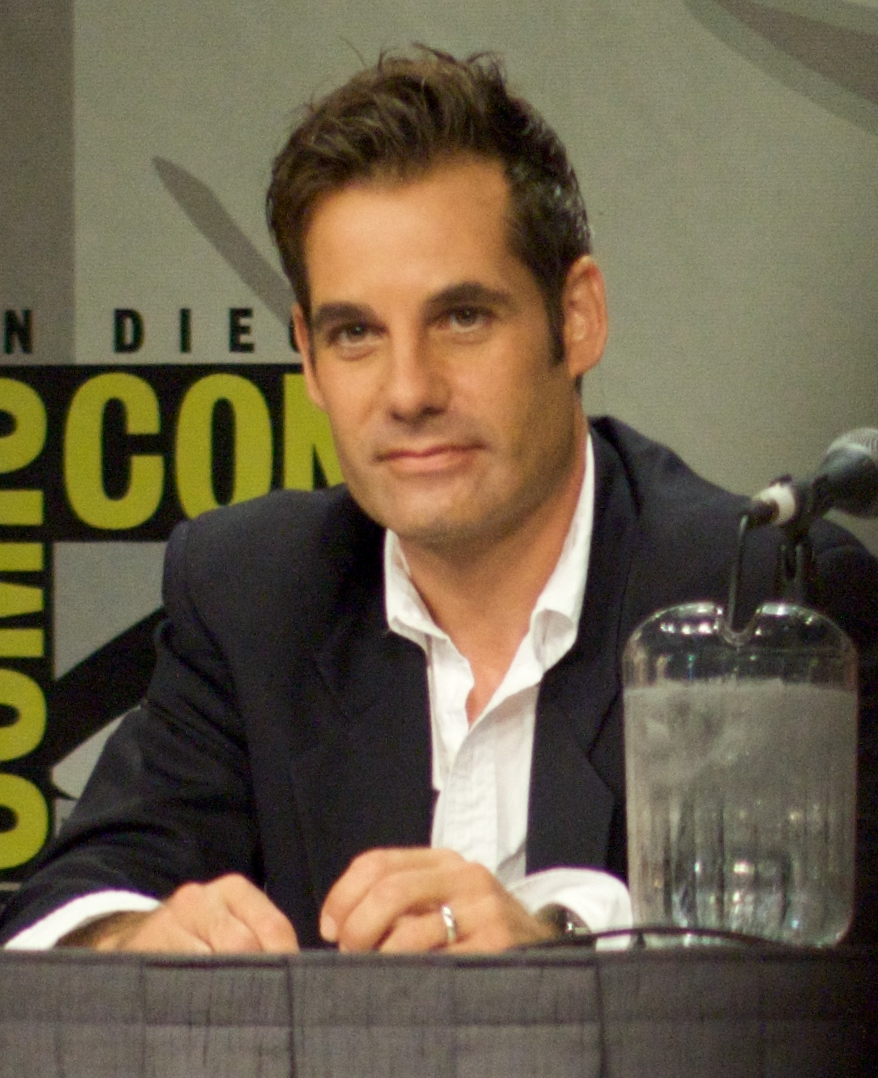
Adrian Pasdar
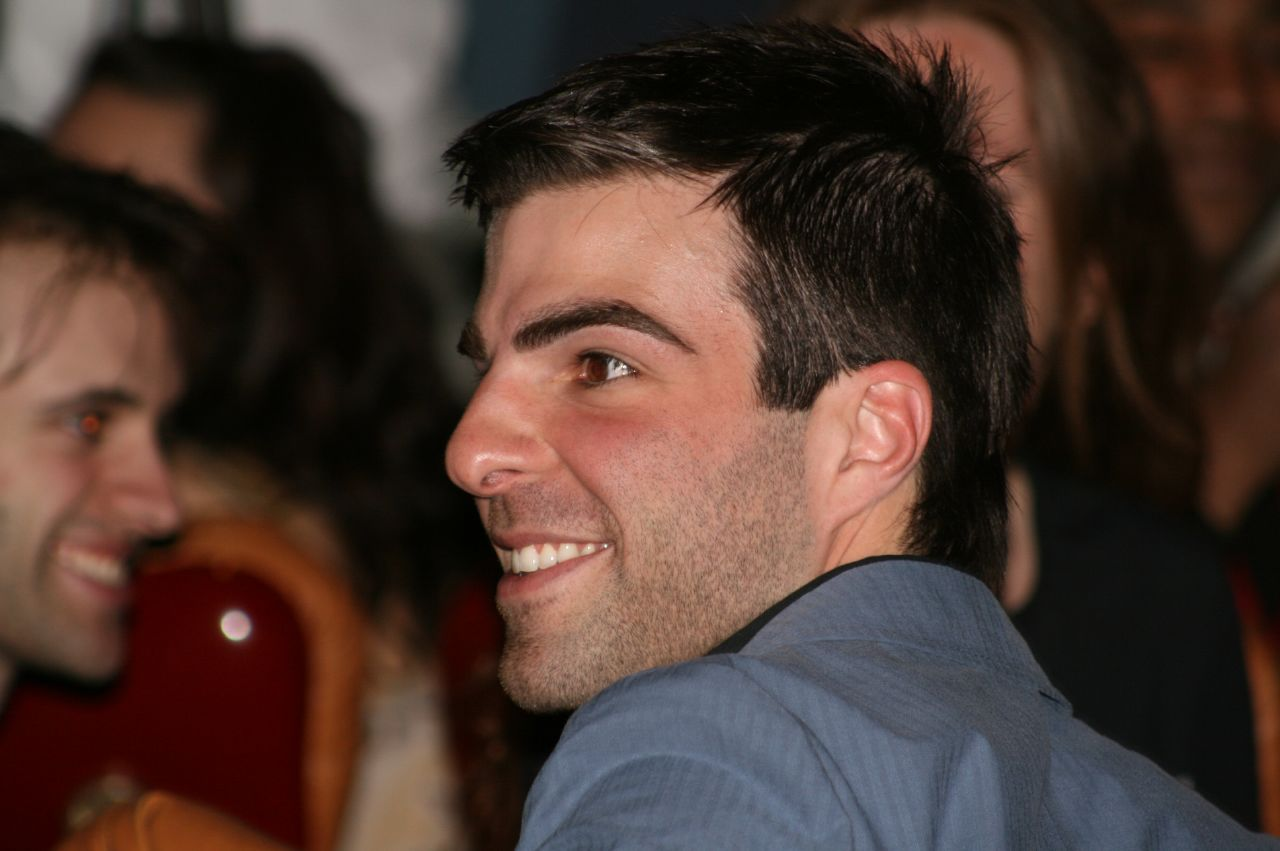
Zachary Quinto
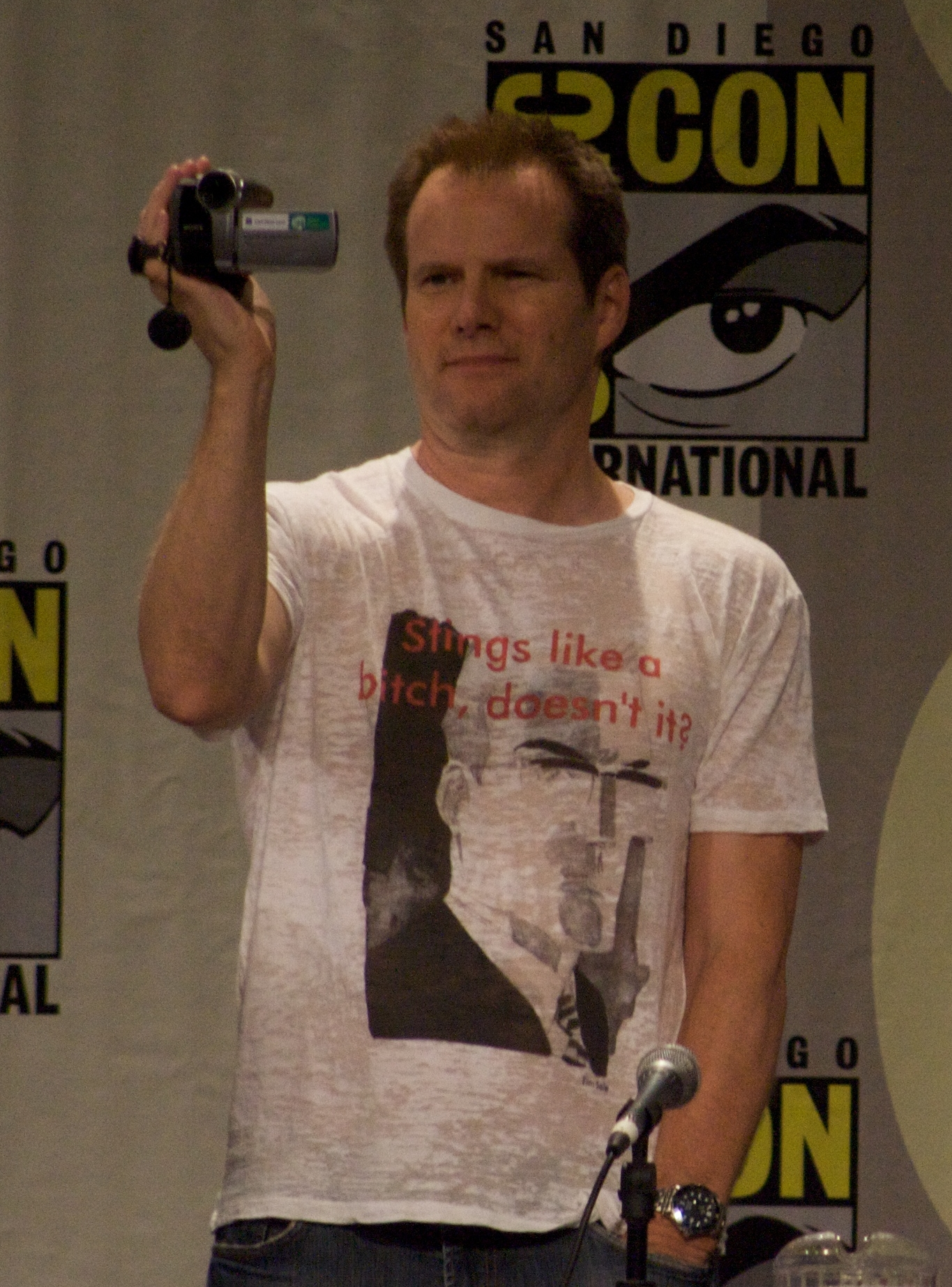
Jack Coleman

## Heroes: Origins
Heroes: Origins var en planerad spinoff som skulle ha sänts i april - maj 2008. Serien skulle bestå av sex avsnitt, där avsnitt skulle introducera en ny rollfigur. Efter att alla sex avsnitten hade visats skulle det ha hållits omröstning där tittarna fått chansen att rösta fram vilken av karaktärerna som skulle vara med i nästa säsong. På grund av en strejk ställdes serien in.